# Detitoizacija
Detitoizacija označava proces odvajanja od političke ostavštine Josipa Broza Tita koja je prisutna u određenim krugovima političke ljevice u Sloveniji, Hrvatskoj, Bosni i Hercegovini, Srbiji, Crnoj Gori, Republici Kosovo i Makedoniji.
Indoktrinacija Titovih komunista desetljećima je ideološki utjecala na načine ponašanja i mentaliteta kod velikog broja pučanstva.
U Poljskoj, Češkoj, Slovačkoj, Mađarskoj, Bugarskoj ili Rumunjskoj javno isticavanje likova od nekog od bivših komunističkih diktatora više nije zamislivo. Ipak, zbog različitih povijesnih i socijalnih razloga, Tito je ostao jednim od najpopularnijih vođa neke bivše komunističke države te uskladu s tim javno promicanje njegova lika viđeno je u "pozitivnijem" svjetlu.
Njegovanje kulta ličnosti Tita predstavlja suprotnost sustavima vrijednosti Europske unije i NATO saveza zbog odgovornosti za masovna smaknuća ideoloških i političkih klasnih protivnika te masovne pljačke privatnog vlasništva tijekom Jugokomunističkih zločina nakon završetka Drugog svjetskog rata.

## Tito kao Simbol SFRJ
Josip Broz Tito kao najdugovječniji i najuspješniji vođa SFRJ često se poistovjećuje s istom. Iz tog razloga, detitoizacija u zemljama bivše SFRJ vrlo je često povezana s dekomunizacijom. Titov lik danas je najpopularniji među strankama političke ljevice i krajnje ljevice.

## Preimovanje trgova, ulica i skidanje biste diljem Hrvatske
Godine 2015. uklonjena je Titova bista iz Predsjedničkog dvora.
Godine 2017. Trg maršala Tita preimenovan je u Trg Republike Hrvatske.

## Vanjske poveznice
- Detitozacija-raskrinkavanje diktatora
- Hrvati AMAC  Arhivirana inačica izvorne stranice od 6. ožujka 2016. (Wayback Machine)
- Prilog ORF-a, njemački  Arhivirana inačica izvorne stranice od 12. kolovoza 2011. (Wayback Machine)